# Ratpenat de nas tubular de Nova Irlanda
El ratpenat de nas tubular de Nova Irlanda (Nyctimene masalai) és una espècie de ratpenat de la família dels pteropòdids. És endèmic de l'illa de Nova Irlanda (Papua Nova Guinea). No es coneix ni l'hàbitat natural ni les amenaces que afecten aquesta espècie, de manera que se la considera una espècie amb «dades insuficients». Hi ha científics que diuen que M. masalai és un sinònim de N. albiventer.